# Curtis Leschyshyn
Curtis Michael Leschyshyn (né le 21 septembre 1969 à Thompson, dans la province du Manitoba au Canada) est un joueur professionnel canadien de hockey sur glace.

## Carrière
Après avoir joué son hockey junior dans la Ligue de hockey de l'Ouest, il fut sélectionné par les Nordiques de Québec au repêchage de la Ligue nationale de hockey en 1988. Il se joint aux Nordiques la saison suivante. Étant un des piliers défensifs de l'équipe, il y demeura jusqu'à la première conquête de la Coupe Stanley de la franchise, celle-ci venant de compléter sa première saison à son nouveau domicile à Denver au Colorado.
Il a été un défenseur fiable tout au long de sa carrière, ce qui lui permit d'atteindre le plateau des 1000 parties en carrière lors de sa dernière saison en 2003-2004 alors qui évoluait avec les Sénateurs d'Ottawa. Après le lockout de la LNH, il rejoint l'équipe qui l'avait sélectionné, mais seulement quelques jours avant le début de la saison, il décida d'accrocher ses patins.
Fait rare, il a vécu deux des trois déménagements des anciennes franchises de l'Association mondiale de hockey qui avait joint les rangs de la LNH lors de la 1979-1980. Il faisait partie des Nordiques de Québec lors de leur déménagement au Colorado et des Whalers de Hartford lorsqu'ils quittèrent pour la Caroline du Nord.
Au niveau international, il représenta une fois son pays au Championnat du monde junior de hockey sur glace en 1990, y remportant la médaille d'or.

## Statistiques

### En club
| Saison     | Équipe                    | Ligue      |       | Saison régulière | Saison régulière | Saison régulière | Saison régulière | Saison régulière |   | Séries éliminatoires | Séries éliminatoires | Séries éliminatoires | Séries éliminatoires | Séries éliminatoires |
| Saison     | Équipe                    | Ligue      | PJ    | B                | A                | Pts              | Pun              | PJ               | B | A                    | Pts                  | Pun                  |                      |                      |
| 1985-1986  | Blazers de Saskatoon      | SMHL       | 34    | 9                | 34               | 43               | 52               | -                | - | -                    | -                    | -                    |                      |                      |
| 1985-1986  | Blades de Saskatoon       | LHOu       | 1     | 0                | 0                | 0                | 0                | -                | - | -                    | -                    | -                    |                      |                      |
| 1986-1987  | Blades de Saskatoon       | LHOu       | 70    | 14               | 26               | 40               | 107              | 11               | 1 | 5                    | 6                    | 14                   |                      |                      |
| 1987-1988  | Blades de Saskatoon       | LHOu       | 56    | 14               | 41               | 55               | 86               | 10               | 2 | 5                    | 7                    | 16                   |                      |                      |
| 1988-1989  | Nordiques de Québec       | LNH        | 71    | 4                | 9                | 13               | 71               | -                | - | -                    | -                    | -                    |                      |                      |
| 1989-1990  | Nordiques de Québec       | LNH        | 68    | 2                | 6                | 8                | 44               | -                | - | -                    | -                    | -                    |                      |                      |
| 1990-1991  | Nordiques de Québec       | LNH        | 55    | 3                | 7                | 10               | 49               | -                | - | -                    | -                    | -                    |                      |                      |
| 1991-1992  | Citadels d'Halifax        | LAH        | 6     | 0                | 2                | 2                | 4                | -                | - | -                    | -                    | -                    |                      |                      |
| 1991-1992  | Nordiques de Québec       | LNH        | 42    | 5                | 12               | 17               | 42               | -                | - | -                    | -                    | -                    |                      |                      |
| 1992-1993  | Nordiques de Québec       | LNH        | 82    | 9                | 23               | 32               | 61               | 6                | 1 | 1                    | 2                    | 6                    |                      |                      |
| 1993-1994  | Nordiques de Québec       | LNH        | 72    | 5                | 17               | 22               | 65               | -                | - | -                    | -                    | -                    |                      |                      |
| 1994-1995  | Nordiques de Québec       | LNH        | 44    | 2                | 13               | 15               | 20               | 3                | 0 | 1                    | 1                    | 4                    |                      |                      |
| 1995-1996  | Avalanche du Colorado     | LNH        | 77    | 4                | 15               | 19               | 73               | 17               | 1 | 2                    | 3                    | 8                    |                      |                      |
| 1996-1997  | Avalanche du Colorado     | LNH        | 11    | 0                | 5                | 5                | 6                | -                | - | -                    | -                    | -                    |                      |                      |
| 1996-1997  | Capitals de Washington    | LNH        | 2     | 0                | 0                | 0                | 2                | -                | - | -                    | -                    | -                    |                      |                      |
| 1996-1997  | Whalers de Hartford       | LNH        | 64    | 4                | 13               | 17               | 30               | -                | - | -                    | -                    | -                    |                      |                      |
| 1997-1998  | Hurricanes de la Caroline | LNH        | 73    | 2                | 10               | 12               | 45               | -                | - | -                    | -                    | -                    |                      |                      |
| 1998-1999  | Hurricanes de la Caroline | LNH        | 65    | 2                | 7                | 9                | 50               | 6                | 0 | 0                    | 0                    | 6                    |                      |                      |
| 1999-2000  | Hurricanes de la Caroline | LNH        | 53    | 0                | 2                | 2                | 14               | -                | - | -                    | -                    | -                    |                      |                      |
| 2000-2001  | Wild du Minnesota         | LNH        | 54    | 2                | 3                | 5                | 19               | -                | - | -                    | -                    | -                    |                      |                      |
| 2000-2001  | Sénateurs d'Ottawa        | LNH        | 11    | 0                | 4                | 4                | 0                | 4                | 0 | 0                    | 0                    | 0                    |                      |                      |
| 2001-2002  | Sénateurs d'Ottawa        | LNH        | 79    | 1                | 9                | 10               | 44               | 12               | 0 | 1                    | 1                    | 0                    |                      |                      |
| 2002-2003  | Sénateurs d'Ottawa        | LNH        | 54    | 1                | 6                | 7                | 18               | 18               | 0 | 1                    | 1                    | 10                   |                      |                      |
| 2003-2004  | Sénateurs d'Ottawa        | LNH        | 56    | 1                | 4                | 5                | 16               | 2                | 0 | 0                    | 0                    | 0                    |                      |                      |
| Totaux LNH | Totaux LNH                | Totaux LNH | 1 033 | 47               | 165              | 212              | 669              | 68               | 2 | 6                    | 8                    | 34                   |                      |                      |

### En équipe nationale
| Année | Équipe | Compétition          |   | PJ | B | A | Pts | Pun           |  | Résultat |
| 1990  | Canada | Championnat du monde | 9 | 0  | 0 | 0 | 4   | Médaille d'or |  |          |

### Équipes d'étoiles et Trophées
- 1988 : nommé dans la 1re équipe d'étoile de la section de l'est de la Ligue de hockey de l'Ouest.
- 1996 : remporta la Coupe Stanley avec l'Avalanche du Colorado.

### Transactions
- 2 novembre 1996 : échangé aux Capitals de Washington par l'Avalanche du Colorado avec Chris Simon en retour de Keith Jones, avec le choix de 1er tour des Capitals (Scott Parker) et d'un choix de 8e tour (échangé à nouveau aux Capitals de Washington, Washington sélectionne Krys Barch) lors du repêchage d'entrée dans la LNH en 1998.
- 9 novembre 1996 : échangé aux Whalers de Hartford par les Capitals de Washington en retour de Andreï Nikolichine.
- 23 juin 2000 :  sélectionné par le Wild du Minnesota des Hurricanes de la Caroline lors du Repêchage d'expansion de la LNH de 2000.
- 13 mars 2001 : échangé aux Sénateurs d'Ottawa par le Wild du Minnesota en retour du choix de 3e tour d'Ottawa (Stéphane Veilleux) lors du repêchage d'entrée dans la LNH en 2001 et de considérations futures.
- 17 août 2005 : signe un contrat comme agent-libre avec l'Avalanche du Colorado.